# Gjivai Zechiël
Gjivai Zechiël (Rotterdam, 1 juni 2004) is een Nederlands voetballer die bij voorkeur als middenvelder speelt. Hij staat tot medio 2028 onder contract bij Feyenoord.

## Clubcarrière

### Beginjaren
Zechiël groeide op in Rotterdam, alwaar hij actief was in de jeugd van Swift Boys en Xerxes DZB, waarna hij door Sparta Rotterdam werd opgepikt. Hier speelde hij tot 2018 in de jeugdopleiding. In 2018 maakte hij de overstap naar de Feyenoord Academy. Hier doorliep hij de laatste jaren van de jeugdopleiding.
In aanloop naar het Eredivisieseizoen 2023/24 draaide hij mee in de voorbereiding van het elftal van Arne Slot. Op 27 augustus 2023 maakte Zechiël zijn officiële debuut voor Feyenoord, in de thuiswedstrijd tegen Almere City. Deze wedstrijd werd met 6-1 gewonnen. Gedurende de rest van het seizoen moest Zechiël het voornamelijk hebben van minuten in Feyenoord Onder-21 en in de UEFA Youth League met Onder-19. Na een zware blessure aan het eind van het seizoen 2023/24 mocht Zechiël zich in de voorbereiding op het nieuwe seizoen bewijzen voor de nieuwe trainer Brian Priske. Zo speelde hij mee in de oefenwedstrijden tegen Dordrecht, Genk en Benfica. Ook had hij een basisplaats in de wedstrijd tegen PSV om de Johan Cruijff Schaal (4-4). Na een uur werd hij gewisseld voor Antoni Milambo. De wedstrijd werd uiteindelijk wel gewonnen door gemiste penalty's van Guus Til en Johan Bakayoko. De rest van het seizoen kreeg hij echter weinig speeltijd; hij kwam slechts in negen wedstrijden in actie in de eerste seizoenshelft. Wel mocht hij twee keer invallen in de UEFA Champions League, tegen Red Bull Salzburg (1-3) en Lille OSC (1-6).
In februari 2025 werd Zechiël verhuurd aan zijn oude club Sparta Rotterdam. Hij debuteerde op 8 februari tegen zijn club Feyenoord (0-3). Hij viel in de 64e minuut in voor Pelle Clement. Op 29 maart 2025 maakte hij zijn eerste doelpunt voor Sparta, tegen Fortuna Sittard (3-0). Hij maakte vlak voor rust de 2-0 op aangeven van Mitchell van Bergen.

## Carrièrestatistieken
| Seizoen        | Club             | Competitie     | Competitie | Competitie | Beker | Beker | Overig | Overig | Totaal | Totaal |
| Seizoen        | Club             | Competitie     | Wed.       | Dlp.       | Wed.  | Dlp.  | Wed.   | Dlp.   | Wed.   | Dlp.   |
| -------------- | ---------------- | -------------- | ---------- | ---------- | ----- | ----- | ------ | ------ | ------ | ------ |
| 2023/24        | Feyenoord        | Eredivisie     | 2          | 0          | 0     | 0     | 0      | 0      | 2      | 0      |
| 2024/25        | Feyenoord        | Eredivisie     | 9          | 0          | 2     | 0     | 3      | 0      | 14     | 0      |
| 2024/25        | Sparta Rotterdam | Eredivisie     | 13         | 2          | 0     | 0     | 0      | 0      | 13     | 2      |
| Carrièretotaal | Carrièretotaal   | Carrièretotaal | 24         | 2          | 2     | 0     | 3      | 0      | 29     | 2      |

Bijgewerkt op 22 mei 2025.

## Erelijst
| KNVB Beker           | 1x | 2023/24 |
| Johan Cruijff Schaal | 1x | 2024    |